# 塞納公司
甲骨文衛生 (Oracle Health)，前塞納公司 (Cerner Corporation) 是一家美国卫生信息技术公司，提供卫生信息技术解决方案、服务以及设备。
该公司成立1979年，称“PGI & Associates”，1984年改為賽納，1986年上市，随后规模逐渐扩大。2021年甲骨文公司宣布收購賽納。

## 历史
- 1979年，Cerner由Neal Patterson、Paul Gorup和Cliff Illig共同创立，原名PGI & Associates。[9]。
- 1984年，公司推出第一套系统——PathNet，并同时将公司名称改为Cerner。
- 2020 年，Cerner 宣布聘用三名新的最高管理层，包括 Jerome Labat 担任首席技术官 (CTO)、Darrell Johnson 担任首席营销官 (CMO) 和 William Mintz 担任首席战略官 (CSO)。[9]
- 2021 年，甲骨文公司宣布以 283 億美金收購塞納[8]，並於 2022 年 6 月完成[10]。